# Metaxaglaea
Metaxaglaea là một chi bướm đêm thuộc họ Noctuidae.

## Loài
- Metaxaglaea australis Schweitzer, 1979
- Metaxaglaea inulta (Grote, 1874)
- Metaxaglaea semitaria Franclemont, 1968
- Metaxaglaea viatica (Grote, 1874)
- Metaxaglaea violacea Schweitzer, 1979